# Matej Cimerman
 Matej Cimerman, slovenski zdravnik, univerzitetni profesor, * 19. avgust 1958, Ljubljana.
Matej Cimerman je bil rojen v Ljubljani, materi Aleksi Cimerman, rojeni Inglič, redni profesorici mikrobiologije, in očetu Francu Cimermanu, dipl. biologu.

## Izobraževanje
Po osnovni šoli Prežihovega Voranca in gimnaziji Ivan Cankar v Ljubljani se je Matej Cimerman vpisal na študij medicine na Medicinski fakulteti Univerze v Ljubljani, kjer je diplomiral leta 1984. Magistrski študij iz kirurgije je leta 1992 končal na Medicinski fakulteti Univerze v Zagrebu. Specialistični izpit iz kirurgije pa je opravil na Univerzitetnem kliničnem centru v Ljubljani leta 1992.
Leta 1993 je bil najprej Knafljev štipendist na Dunaju, nato pa je istega leta dobil še štipendijo 
AO Foundation
v Ulmu v Nemčiji.
Na krajših izpopolnjevanjih je bil še drugje po Evropi, Kanadi in v ZDA.
Izobraževal se je na mednarodnih masters tečajih v Evropi in ZDA.
Doktorat znanosti je zagovarjal na Medicinski fakulteti Univerze v Ljubljani leta 2004.

## Delo
Od 2005 do 2009 je bil pomočnik strokovnega direktorja UKCL za izobraževanje. Od 2013 je predstojnik Kliničnega oddelka za travmatologijo UKCL.
Cimerman je mentor za specializacijo splošne kirurgije in travmatologije in
republiški koordinator za specializacijo iz travmatologije.
Cimerman je bil predsednik Društva travmatologov pri Slovenskem zdravniškem društvu in  med leti 2017 in 2020 predsednik 
Evropske organizacije za travmatologijo (AOTrauma Europe
Board).
Cimerman je redni profesor na Medicinski fakulteti UL, kjer predava predmet Kirurgija,
in član Komisije Republike Slovenije za medicinsko etiko.
Je tudi sodni izvedenec za področje medicine, podpodročje travmatologija.

## V medijih
- Matej Cimerman bo v švicarskem Davosu vodil tečaj za rekonstrukcijo medenice za najboljše kirurge z vsega sveta. Delo, Sobotna priloga, 2. oktober 2015

- Interventni zakon v zdravstvu je poniževalen do zdravnikov in bolnikov!. Nova24TV, 13. julij 2022

- Si predstavljate, da bi morali na vse najtežje operacije v tujino?. NeDelo, str. 18-19, 30. julij 2022